# The Barrier (film, 1937)
Pour les articles homonymes, voir The Barrier.

The Barrier est un film américain réalisé par Lesley Selander et sorti en 1937.
Il a été tourné dans le Parc national du mont Rainier dans l'État de Washington.

## Fiche technique
- Réalisation : Lesley Selander
- Scénario : Bernard Schubert d'après un roman de Rex Beach
- Production : Paramount Pictures
- Producteur : Harry Sherman
- Photographie : George Barnes
- Musique : Gerard Carbonara
- Montage : Thomas Neff, Robert B. Warwick Jr.
- Durée : 90 minutes
- Dates de sortie: 
  - États-Unis : 26 novembre 1937

## Distribution
- Leo Carrillo : Poleon Doret
- Jean Parker : Necia Gale
- James Ellison : Lieutenant Burrell
- Otto Kruger : Stark
- J.M. Kerrigan : Sergent Thomas
- Robert Barrat : John Gale
- Andy Clyde : 'No-Creek' Lee
- Sally Martin : Molly Gale
- Sara Haden : Mrs. John 'Alluna' Gale
- Addison Richards : Henchman Runnion